# Oldsmobile Aerotech
La Oldsmobile Aerotech è una autovettura prototipo sperimentale realizzata dalla Oldsmobile con il fine di conseguire nuovi record di velocità per automobili stradali, è stata utilizzata dal 1987 al 1992.

## Corpo vettura
Progettata dal centro ricerche della General Motors, è concepita come una coupé monoposto, in cui il pilota è seduto centralmente e per entrare nel ristretto abitacolo fa scorrere in avanti il parabrezza. Il telaio è in acciaio e deriva da quello utilizzato sulle monoposto March di Formula Indy di metà anni ottanta, mentre la carrozzeria è in fibra di carbonio. Il motore è alloggiato in posizione posteriore centrale longitudinale, dispone di un cambio manuale a 5 rapporti e la trazione è posteriore.
Il peso di questa vettura è di soli 725 kg, le dimensioni sono rispettivamente: altezza 1.016 mm, lunghezza 4.881 mm, larghezza 2.184 mm, passo 2.827 mm. Esistono 2 configurazioni distinte: una a coda corta e alta e monta un piccolo alettone posteriore, l'altra è a coda lunga e rastremata.

## Motore
La prima versione dell'Aerotech è spinta da un propulsore che ha come base di partenza il normale Quad 4, montato su alcuni modelli di serie  della casa automobilistica americana, ovviamente rivisto e potenziato, si tratta di un motore a scoppio 4 cilindri in linea, 2,3 litri di cilindrata, è sovralimentato mediante 2 turbocompressori nella versione con carrozzeria a coda lunga, mentre in quella a coda corta c'è un unico turbocompressore; è bialbero, 4 valvole per cilindro; a seconda delle configurazioni sviluppa dai 750 CV ai 900 CV. 
Successivamente nel dicembre 1992, viene equipaggiata con un motore V8 Aurora, 4 litri di cilindrata, 4 valvole per cilindro, con analoghe potenze, utilizzato nelle lunghe prove di durata, perché ritenuto più affidabile rispetto al 4 cilindri delle prove di velocità e accelerazione.

## Aerodinamica
La vettura è concepita per raggiungere velocità superiori ai 400 km/h, gli studi effettuati in galleria del vento erano finalizzati ad ottenere un profilo aerodinamico che consentisse la migliore penetrazione aerodinamica, con una superficie omogenea, priva di spigoli. 
Essendo impiegata ad altissime velocità in circuiti anulari che praticamente ricreano le caratteristiche di rettilinei senza fine, il carico aerodinamico necessario per tenerla saldamente incollata al suolo, viene prodotto esclusivamente dal fondo vettura dotato di estrattori che creano effetto Venturi. Inoltre la vettura è assettata a soli 2 cm da terra contribuendo a sigillare maggiormente il fondo estrattore. Per mantenere gli idonei valori di deportanza in funzione della velocità, è dotata di un dispositivo regolabile che modifica l'ampiezza dei canali estrattori.

## Prove sostenute
Nel corso delle prime prove, per guidare questo bolide, fu scelto il pilota veterano A.J. Foyt, plurivincitore della 500 miglia di Indianapolis e di altre prestigiose corse automobilistiche, nel 1987 sul tracciato di Fort Stockton in Texas, che misura 12,4 km di lunghezza, arrivando a 413,71 km/h stabilì la più alta velocità mai raggiunta in un circuito chiuso.
Un altro primato stabilito fu quello del miglio lanciato, percorrendo prima l'andata a 448 km/h, poi il ritorno a 413 km/h nel senso inverso di marcia, chiudendo quindi la prova con una media di 430,336 km/h.
Nella prova di percorrenza dei 400 m con partenza da fermo, l'Aerotech coprì la distanza in soli 8,1 secondi con una velocità di uscita di 291 km/h.

## Primati detenuti
Nell'ambito dei record di velocità disciplinati dalla FIA, l'Oldsmobile Aerotech con motore V8, fa parte della categoria A, gruppo 2 e classe 9 della quale fanno parte autovetture speciale con motore a cilindri, il gruppo 2 comprende motori a 2 o 4 tempi non sovralimentati, la classe 9 fa riferimento alla cilindrata che va dai 3 litri fino ai 5 litri. Nella sua suddivisione detiene 18 record di velocità, dei quali 2 sono anche record mondiali a livello assoluto:  
- Record mondiale FIA di velocità su strada sulla distanza di 10.000 km percorsi ad una media di 274,813 km/h.
- Record mondiale FIA di velocità su strada sulla distanza di 25.000 km percorsi ad una media di 254,898 km/h.[1]